# Domenico di Michelino
Domenico di Michelino (1417–1491) foi um pintor italiano da Escola de Florença e seguidor do estilo de  Fra Angelico. Nasceu e morreu em Florença. 
Michelino pintou predominantemente cenas da Bíblia.  Sua obra mais importante pode ser encontrada nas paredes do Duomo de Florença, a Catedral de Santa Maria del Fiore, incluido La commedia illumina Firenze, que mostra Dante Alighieri e a Divina Commedia. Junto com Dante e a cidade de Florença, a obra retrata o Inferno, o Monte Purgatório (com Adão e Eva) e as esferas celestes. 